# Horitzons (1937-1938)
Horitzons va ser una publicació setmanal del PSUC, en català, editada a Igualada els anys 1937 i 1938.

## Descripció
En començar a sortir, portava el subtítol «Òrgan del partit Socialista Unificat d'Igualada i Comarca adherit a la Internacional Comunista». Des del núm. 5 fins al 85, «Òrgan del Partit Socialista Unificat de Catalunya (Internacional Comunista). Comarca d'Anoia». A la darrera pàgina hi constava «Horitzons. La veu dels sindicats» i, a partir del núm. 40, «Horitzons. Portantveu de la UGT».
La redacció i l'administració eren al carrer de l'Amnistia, núm. 2 (avui, Esquiladors), i des del núm. 19, a la rambla de Ferrer i Guàrdia, núm. 17 (avui, General Vives). S'imprimia a la Impremta Col·lectivitzada UGT. La capçalera era en tinta vermella i portava la falç i el martell en un costat i l'estrella roja a l'altre. Va anar variant de pàgines (entre vuit i quatre) i de format: 32 x 22 cm i, a partir del núm. 74, 44 x 32 cm.
El primer número va sortir el 28 de gener de 1937 i l'últim, el 86, el 10 de desembre de 1938.

## Continguts
A l'article de presentació deien: «És la primera vegada que, a la nostra ciutat, surt a saludar les masses obreres un setmanari socialista que propagarà els ideals de la gloriosa Tercera Internacional... Les consignes del moment són la formació de l'exèrcit popular proletari, amb comandament únic... i una rereguarda que respongui a les aspiracions del Govern de la Generalitat de Catalunya».
«Constantment reforçada amb noves incorporacions, el 28 de gener el PSUC començava a publicar el setmanari Horitzons com a òrgan oficial a la comarca i, amb ell, passava a defensar una estricta política de moderació i respecte a la llei i a la petita propietat. Els anarquistes, que n'eren el principal blanc de les crítiques, es trobaren en un principi sense mitjans amb què contestar. Aviat la plana major del sindicat, amb Joan Ferrer i Farriol al front desembarcà a la redacció del Butlletí CNT-FAI… i el convertí en un fort setmanari per a defensar l'obra revolucionària dels futurs atacs».
Publicat en plena Guerra Civil, de tant en tant hi havia algun article escrit des del front o notícies sobre la situació militar, però més aviat donava informació sobre l'organització local: plens municipals, col·lectivitzacions, mítings, proveïments, etc.
A les dues pàgines centrals hi havia la secció «YSKRA», que era el «Portantveu de la JSUC (Joventut Socialista Unificada de Catalunya). En van sortir quaranta, numerades, entre el 30 de juliol de 1937 i el 25 de juny de 1938).
El director era Antoni Borràs Quadres i hi col·laboraven Salvador Mir, Joan Díaz Rojas, Salvador Riba i Gumà, Amadeu Figueres, Víctor Mas i J. Tort Torres, entre d'altres.

## Localització
- Biblioteca Central d'Igualada. Plaça de Cal Font. Igualada (col·lecció completa i relligada).